# 京都小学生殺害事件
京都小学生殺害事件（きょうとしょうがくせいさつがいじけん）は、1999年（平成11年）12月21日に、京都府京都市伏見区の京都市立日野小学校で起きた殺人事件。校庭で遊んでいた2年生の男児Aが、男O・H（当時21歳：以下「O」）に刺殺された。Oは「私を識別する記号→てるくはのる」などと記した犯行声明を現場に残し逃走。翌2000年（平成12年）2月5日、警察がOを訪ね任意同行を求めたところ、Oは捜査員の隙をついて逃走し、高層アパートの屋上へ逃げ込んで飛び降り自殺を遂げた。
白昼の校庭で児童が殺害され、更に犯人が逃走し自殺するという結末を迎えたことによって、社会に衝撃を与えた。

## 概要
加害者Oは12月21日、京都市立日野小学校の放課後の校庭へ侵入し、遊んでいた2年生の男児Aを文化包丁で刺殺。「私を識別する記号→てるくはのる」などと記した犯行声明を、その他の遺留品と共に校庭に残して逃走した。京都府警捜査本部は翌年2月5日にOの家を訪ね任意同行を求めたが、Oは近所の公園で説得を受けている最中に突如逃走し、向島ニュータウン屋上から飛び降り自殺した。
Oは高校を卒業した後、執拗に卒業の取り消しを求めており、残された多くのメモからも学校教育に不満を抱えていたことがわかった。しかし、何故自分と関わりのない日野小学校を白昼に襲撃しAを刺殺したのかについては明確に理由を記したものがなく、結局動機は不明のまま書類送検となった。また、任意同行を求めている最中に犯人に逃走され自殺されてしまうという、京都府警の失態は批判を浴びた。

### 略年表
| 年                  | 月日     | 出来事 |
| ------------------- | -------- | --- |
| 1999年 （平成11年） | 12月3日  | Oが大阪府枚方市の自転車店で逃走用自転車を購入、「山室学」の偽名で防犯登録を行う。                                        |
| 1999年 （平成11年） | 12月17日 | Oが京都府城陽市の量販店で、金槌、手袋、缶入り塗料を購入。                                                                |
| 1999年 （平成11年） | 12月19日 | Oが京都府宇治市のホームセンターで、ナイフ、園芸用殺虫剤、缶入り塗料を購入。                                              |
| 1999年 （平成11年） | 12月21日 | Oが放課後の日野小校庭へ侵入、遊んでいた男児Aを刺殺し逃走する。                                                           |
| 1999年 （平成11年） | 12月29日 | 当時現場にいた児童ら立会いのもと、校庭で実況見分を実施。                                                                 |
| 1999年 （平成11年） | 12月31日 | 捜査員がAの両親に、ホームセンターの防犯カメラに映った男の写真を見せる。                                                  |
| 2000年 （平成12年） | 1月13日  | 洛水高校を初めて捜査員が訪ね、教員らにホームセンターの防犯カメラに映った男の写真の確認を求める。                         |
| 2000年 （平成12年） | 1月31日  | Oが後に自殺する向島ニュータウン9階辺りで目撃される。                                                                     |
| 2000年 （平成12年） | 2月1日   | Oがこの日から3日まで連日、向島ニュータウン1階で目撃される。                                                              |
| 2000年 （平成12年） | 2月5日   | 捜査員がOの自宅を訪ね任意同行を求める。Oは公園で説得を受けている最中に突如逃走、向島ニュータウンの屋上から飛び降り自殺。 |
| 2000年 （平成12年） | 4月22日  | 捜査本部がOを被疑者死亡のまま書類送検。                                                                                  |
| 2000年 （平成12年） | 4月28日  | 京都地検がOの犯行を認定し、不起訴とすることを決定。                                                                      |

## 加害者O

### 生い立ち
犯人のO・H（事件当時21歳／無職）は1978年（昭和53年）、京都府京都市伏見区に生まれた。5歳違いの兄がおり、両親との4人暮らしだった。父親はOが3歳の頃から気管支を病み、以来伏せがちになっていた。1987年（昭和62年）頃に、事件当時の住所である向島清水町の団地に一家で引っ越している。
Oが通っていた小学校は日野小ではなく、その隣にある別の小学校だった。小学校時代から足が速く、駅伝大会にも学校代表として出場したことがあった。当時の同級生によると、真面目で成績は良かったが一緒に遊びに行く友人はおらず、話し掛ければ答えるが、自分から話し掛けることはしない、という存在であったという。3年生のときに、同じ伏見区内の別の小学校へ転校。その後、これも区内の中学校へと進学した。
中学1年生であった1991年（平成3年）10月、父親が死去。この頃から兄が、母へ激しい家庭内暴力を振るうようになった。母親はこれらの出来事が原因でOは落ち込み、鬱状態に陥ったと、のちにO本人とともに高校の担任のもとを訪れた際に説明している。また、父の死後は、母が自身の実家の工場を手伝って家計を支えていた。
その後、兄が就職して家を出たため、その後は母と二人暮らしになった。この頃から学校では、以前よりも更に存在感が薄い生徒になったという。中学校では野球部に所属していたが、「ポジションがどこだったかも思い出せないくらい影が薄かった」と当時の部員は語っている。
学校関係者によると、小中学校時代のOは成績もよく、ごく普通の生徒だった。かつてOと一緒に遊んだという近所の中学生も「優しいお兄ちゃん」と認識していたが、中学卒業間近の頃からOは暗い感じになり、声を掛けても返事をしなくなったという。
成績優秀であったため、中学校の進路指導では高い進学率で知られる私立高校への進学を勧められていたOだったが、事情があり、行くことになったのは府立高校だった。

### 高校入学後
1994年（平成6年）4月、京都府立洛水高等学校に入学。「標準コース」のⅠ類と「学力伸長コース」のⅡ類の内、OはⅡ類の理数系クラスの中でも上位1割に入る成績での入学であった。実際に学業は理数系の科目に強く、数学や化学ではよく100点を取っている。しかしその好成績も最初の内だけで、2学期からは下降の一途を辿った。
部活動は陸上部に所属し、1年の2月に催された全校生徒による持久走大会では20キロを走り、校内で4位に入る成績を収めた。短距離走と長距離走のどちらも得意で、400メートルを50秒台で走ることができたという。高校でのOは「もの静かな男」ではあったが、陸上部の仲間とは「バカ話」や冗談を言ってふざけることもあり、「みんなから好かれていましたよ」「ひょうきんなところもありました」という友人の証言もある。
しかし2年生に進級した1995年（平成7年）5月初め、Oは突然、直近の数年は年賀状のやり取りしかしていなかった小学校時代の教諭の自宅を訪問。「不登校で悩み、大検の受検を考えている」と深刻な表情で打ち明けたため、教諭は数時間に渡って相談に乗った。このとき、最後にOは呟くように「勉強が嫌いで学校に行かなくなったわけではないんです」と言ったという。そして同月の中旬、Oは4日連続で学校を休み、その後に突然母親を伴って来校。母親は担任に「息子は、"学校をやめたい" "退学したい"と私に言うのです。わが子ながら、何をいっているかわからないし、理解できません。先生、よろしくお願いします」と担任に伝えている。これを受けた高校はただちに「教育相談会議」を校内で開き、精神科のカウンセラーをOへ紹介し、受診を勧めている。
不登校になったOは、定期試験でも白紙の答案の提出が目立つようになった。2年時には約210日の年間授業日数の内、約180日を欠席し、出席日数が足りないため留年することとなった。同級生によれば、不登校になった原因は誰にも心当たりがなく、陸上部の友人に理由を尋ねられても、へらへらするばかりで何も答えなかったという。一方で後に、先に卒業していた陸上部の仲間に電話をかけ、「おまえは何のために生きているのか。おれには学校に行く意味がわからない」と話していたこともあった。
留年した後、Oは再び登校するようになり、年間の欠席数も6日のみとなったため、無事に3年生に進級。しかし1997年（平成9年）11月になって、再び突然、途方に暮れた様子の母親を伴って担任教師を訪ね、「高卒の資格などいらない。大検で大学を受験する」と主張した。困惑した教師たちが問いただしても、全く理由がわからなかった。この後、再びOは出席と欠席を繰り返すようになった。
また高校3年生の秋には、小・中学校時代の同級生の家を突然訪ね、「小学校時代のビデオがあるから一緒に見ないか」と誘ったこともあった。この同級生は特別Oと親しかったわけではなく、中学卒業後には一度も顔を合わせたことはなかったために戸惑っていると、Oは「もういい」と告げて立ち去っている。
再び欠席するようになったOは、3年の3学期になっても数教科の単位が足りず、母親の説得によってようやく不足していた3科目の追試験を受けたが、英語の1科目のみ落第、1998年（平成10年）3月2日に催された卒業式には間に合わなかった。
3月10日になって再度英語の追試を受け、高校は翌日の職員会議で卒業を認めることを決定。3月16日になって、一人きりで卒業証書を受け取る形の卒業式が、校長室の隣の応接室で行われた。追試験は納得して受けた様子であり、卒業証書も拒まずに受け取ったという。だがOはこの卒業式も「母親がいうから来ただけ」と言い、出席した教師たちに「よかったな、O」と言われても、最後まで嬉しそうな様子は見せなかった。

### 高校卒業後
高校を卒業したOは浪人生活に入ったが、テレビゲームに耽るなど、自室に閉じこもりがちになった。のちにOの自室へ捜索に入った捜査員によれば、部屋は綺麗に整頓されてはいたが、窓や敷居には段ボールで目張りがされていて薄暗く、更には大学受験の参考書も見当らなかったという。高校時代の陸上部の友人たちとも連絡が途絶え、たまに会っても「人が変わったように暗い感じ」になっていた。声を掛けられても挨拶を返さないOは、近所の住人たちからの印象も、「とにかくおとなしい、陰気くさい、変わった子いう感じ」「なんや不気味な感じの子」「前からヘンな子やった」「暗い感じっていうか、ちょっと気味が悪いっていうか、ヘンな感じ」というものだった。長い間、玄関の前の廊下の手すりにもたれて外を眺めていたり、平日の昼間から、団地の駐車場を延々と自転車で廻り続けたりするということもしていたという。
高校を卒業した直後から、Oは高校を再三訪れ、「なぜ高校を卒業させたのか」「なぜ単位を認めたのか」「大検を受検したい。高校卒業を取り消してほしい。お金をいくら払ってもいい。裁判をしてもいい」と執拗に卒業取り消しを求め始めた。大学入学資格検定にこだわり、高卒では受検資格がないことを気にしていたという。
Oのこの抗議には、校長や担任をはじめ、在学中に関わったほぼ全ての教員が対応させられ、1998年（平成10年）4月から1999年（平成11年）7月にかけ、Oは洛水高校を13回訪ねて計17人が計27時間に渡り対応、他校への訪問を含めると16回、計20人が計33時間に渡り対応している。Oは3、4時間は居座らないと帰らなかったが、しかし本人は殆ど話さず、「卒業を取り消してくれ」「前から大検に決めていた」と繰り返すばかりだった。校長からも「本校の全員の先生方が君の卒業を決定した。決してハードルを低くしたり、温情で卒業させた訳ではない。大学を受験する資格はすでに君にはある。大検を受ける必要は全くない」「早く進路を決めて、取り組んでほしい」等との説得を受けており、校長によれば教師たちからも「もっと前向きに生きようや」と揃って励まされていたが、納得しなかったという。
この席でOは「高校の時には、もっと倫理とか哲学の勉強をする必要がある。……人生についてのレポートを書かせて卒業資格にするべきや」と主張することもあり、教師へ「人生の哲学について考えたい」と綴った手紙を送ってもいる。
話す相手がいなくなるとOは校内をうろつき廻り、単位を認定した担当教諭の、市外の転勤先へまで突然押しかけていき、驚かせることもあった。更には事件を起した直後の1999年（平成11年）12月24日、自殺直前の2000年（平成12年）1月25日にも高校を訪れ、校長への面会を要求していた。
ジャーナリストの森下香枝によると、洛水高校は事前に、Oが高校時代にカウンセリングを受けていた病院から連絡を受けており、「卒業生のO君が訪ねると思う。本人は高校卒業にこだわり続けている。どうか話を聞いてやって下さい。彼は自分の不満の捌け口がない」と言われていたという。
1999年（平成11年）3月には、Oは自分と接点のない、大阪府高槻市にある大阪府立三島高等学校にも「自分が高校を卒業したことは間違いで、人生が悪くなった」などと主張する手紙を実名で送っていた。消印は3月9日の伏見郵便局のもので、封筒裏には名前と電話番号だけがボールペンで記されていた。手紙は便箋2枚で、「拝啓、このようなお願いの手紙で恐縮です」と書き出され、自分を京都の公立高校を卒業した者で、卒業の取り消しを求めている、と自己紹介し、「もし中退したい人がいれば卒業するよう勧めたりしないで」「私は卒業前の長い間、高校の教育に不満があって高卒に（勉強していないなどの）悪いイメージがありました。だから中退して、大検をとり、大学受験をすることや自分で納得できるレベルにして通信を卒業しようと考えていました」「今、高卒でいてもとても気分がわるく、私の人生が（この分に関して）悪くなったと思います」などと記していた。この手紙はコピーされたもので、他の高校にも送られた可能性があると考えられた。学校側でこの手紙は開封していたが、内容は京都の高校についてのもので、住所も書かれていなかったため、返事は出さず電話も掛けなかった。
また、高校卒業後の1998年（平成10年）夏頃からOは京都府南部の自動車教習所に通い、翌1999年（平成11年）には運転免許を所得している。教習所では修了時に、教官の教え方や教習所を選んだ理由などを尋ねるアンケートを実施しており、Oはこのアンケートで、回答欄からはみ出すように多くの思いを綴り、「教官の方々が高校と比べると、非常に親切なことに驚いた」などと記していた。事件を起こすことになるこの年に、Oは母からオートバイを買ってもらい、毎日磨いていたという。

### 奈良の高校での事件
1998年（平成10年）12月31日、Oは奈良県奈良市にある奈良県立登美ケ丘高等学校へ侵入し、窓硝子34枚を割り、カーテン31枚を刃物で切り、消火器を廊下へぶちまけるという事件を起こしている。現場には児童殺害事件のとき同様に、十数枚の犯行声明を残している。内容は「私は学校に嫌なことをされた。その報復としてガラスを割った。私は日本人で一億二千何人かのだれかだ。いつか名のり出るつもりだ。出ても出なくても手紙を送る。ちょっとまっててくれ。識別記号‥きどきてきたきりきし 1234567810」というもので、この「識別記号」に関して、のちに捜査本部は「てるくはのる」の声明に使用したものと同一のページから、この記号も作成したことを示唆するメモを発見している。翌日、高校から通報を受けた奈良西警察署の署員が現場に赴いたが、学校へのいたずらと判断し、犯行声明の押収は行わなかった。
1999年（平成11年）11月1日になって、登美ケ丘高へ犯人からの手紙が届き、B5判のノートページ2枚に鉛筆でびっしりと「自分が窓ガラスを割った。ガラス代は出来るだけ弁償する」などと記されていた。高校はこの手紙を奈良西警察署へ任意提出したが、奈良県警は児童殺害事件が発生した後も両事件の関連性に気付かず、Oが自殺して後の2000年（平成12年）2月7日に京都府警から連絡があり、初めて認知したとしている。
Oがこの事件を起こしていたことが明らかになったのは、自宅から捜査本部が「奈良の事件もやった」とのメモを押収したためで、建造物侵入容疑などで、児童殺害事件と同時に書類送検されている。メモの文言は「カーテンを切りました。窓ガラスをわりました。高校に設置してある消火器を4本こわしました。コピーした紙をおいておきました」「登美ケ丘高校の教師の機嫌がわるくなったり、人同士の信頼感が少なくなったりして、生徒にも迷惑がかかっただろうと思います。すみません」といったものだった。

## 事件

### 事件発生
1999年（平成11年）12月21日、被害者の男児A（当時7歳、同校の2年生。伏見区醍醐在住）は、京都府京都市伏見区の京都市立日野小学校の校庭の北隅のジャングルジム付近で同級生と遊んでいた。当時日野小では保護者と担任の個人懇談会が開かれており、Aの母親も出席していた。当時校庭には、約30人の児童がいた。
午後1時55分頃、近付いてきた黒色の目出し帽のようなものをかぶった男が、突然Aへ文化包丁を振り下ろし、何度も切りつけた。十数か所を切られたAは首から血を流してうつぶせに倒れ、男は走って逃走した。のちの実況見分でこのときに犯人は、他に持参していたハンマーなどの凶器を校庭に投げ捨てた上で襲い掛かっていたことがわかっており、最終的に選択したのが文化包丁だったと考えられている。
周囲の児童らは突然のことに呆然と立ちすくんだが、その内の女児2人が「Aくんが切られた」と職員室に駆け込み、職員室にいた教頭らが駆け付けてAに上着を掛け、「校長、たいへんなことが起きた」と校舎へ向かって叫んだ。校長が駆け付けると既に母親と担任教諭がおり、母親はAの名を呼びながら「早く救急車を」と叫んだ。Aは母親と女性教諭2名に付き添われて午後2時24分に区内の武田総合病院へ搬送されたが既に心肺停止状態で、瞳孔も開いており、救急処置室で心臓マッサージを受けたが、事件から約30分後の午後2時31分に出血多量で死亡が確認された（7歳没）。左下顎から首に掛けて負っていた、動脈・静脈を切断する長さ20センチ・深さ10センチの傷が致命傷とみられた。集中治療室の医師が「こんなひどい傷はあまり見たことがない」というほどのものであったという。喉も深さ5センチまで刺されていた。
同日に行われた司法解剖の結果、Aの死因は首の切開創による失血死と断定され、死亡推定時刻は午後2時前で、救急車が学校に到着した時点で既に死亡していたことがわかった。ただし遺族によると、Aは当初は即死と思われていたが、のちに現場にいた児童らの証言で、「痛い……」「……言うてきて……」などの言葉を発していたことが明らかになったという。

### 遺留品と犯行声明
事件現場となった校庭には、幾つもの遺留品が残されていた。凶器として使われた柄の部分が焦げ茶色のステンレス製包丁のほか、金槌、毒性の弱い液体農薬の入った瓶、更に「私は日野小学校を攻げきします。理由はうらみがあるからです。」などと記された犯行声明が散らばっており、駆け付けた教諭から警察へ引き渡された。
同日、京都府警察の捜査一課と山科警察署は、殺人事件として捜査本部を設置。同本部は、この犯行声明が犯人に結び付く有力な手掛かりと考え、解明を急いだ。犯行声明は、同一の文面がB5判の紙6枚にそれぞれ印刷されており、手書きの文面をコピーしたものとみられた。文字は大きさが不揃いの稚拙なもので、罫線のない紙に9行に渡って書かれ、1字は1 - 2センチ四方程度で、矢印や句読点を含めて105字、7文で、2か所に抹消跡があった。
また事件直後、学校から北西に約300メートル離れた醍醐辰巳児童公園でも、血の付いた青色コート、革製の右の手袋、刃渡り25センチのナイフ、グレーのマフラー、黒い毛糸の帽子、更に自転車が発見された。自転車は焦げ茶色のもので、遺留品のすぐ横に横倒しになっており、ハンドルには血痕が附着していた。ナイフは比較的新しい鞘入りのもので、青色のハーフコートはMサイズ、裏地付きだった。

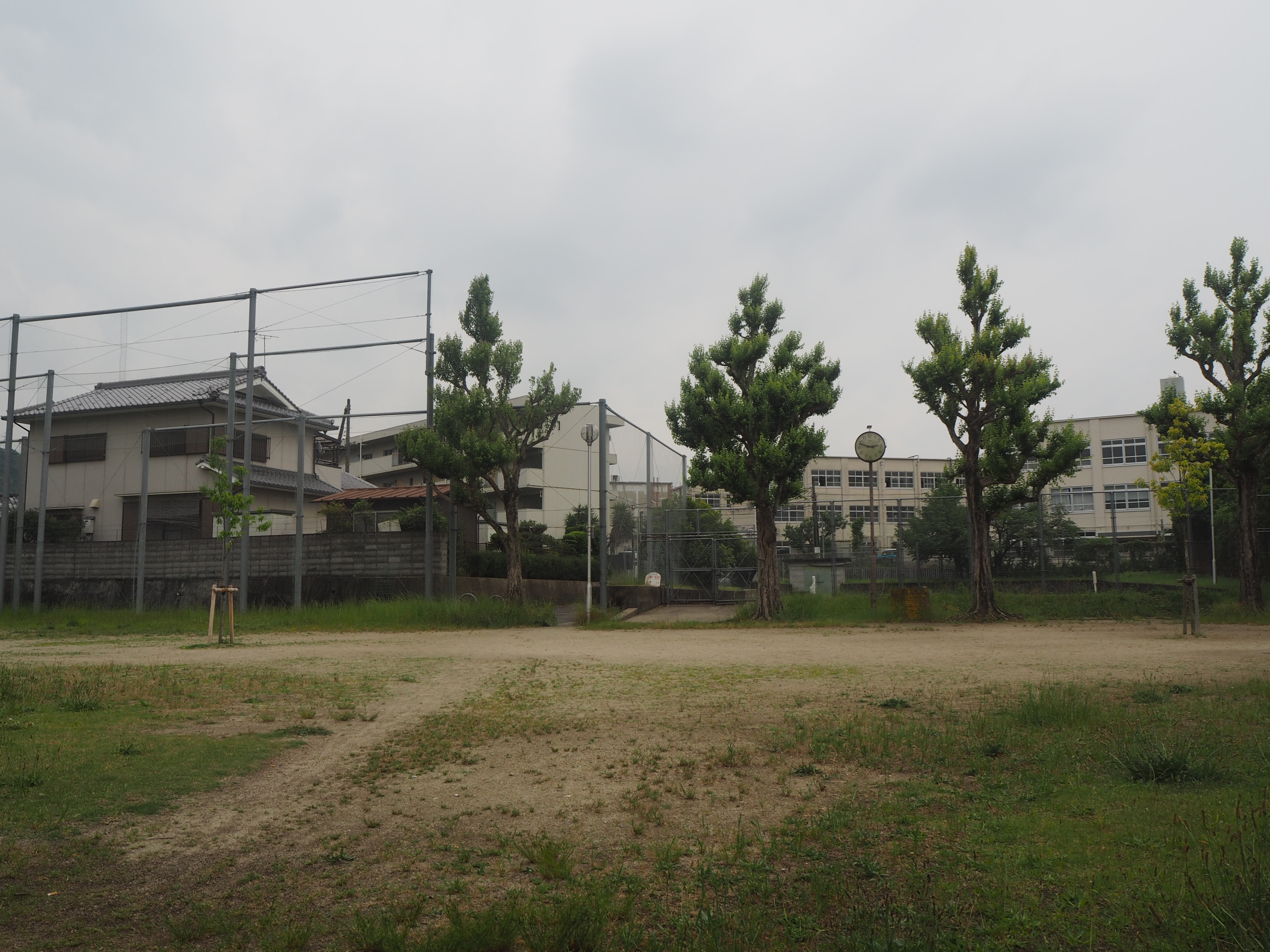
Oが犯行拠点として使用した醍醐辰巳児童公園（2022年5月）

同日夜に京都市教育委員会は下京区の京都市永松記念教育センターで、小中学校の校長約30人を集めて緊急会議を開き、被害児童に黙祷を捧げてのち、急遽日野小や周辺校での登下校に保護者が付き添う形にすると申し合わせたほか、市内の全小中学校で不審者の出入りチェックなどをして放課後や部活動中の児童の安全を確保、冬休み中もパトロールを行うように指示を発した。また、日野小でもこの夜に体育館でPTAと地域団体の会合が開かれ、翌日を臨時休校とすることが決まった。

## 捜査

### 犯行声明を巡って
「てるくはのる」と記された犯行声明は、当時の国民に一昨年の1997年（平成9年）に発生した神戸連続児童殺傷事件を連想させるもので、事件直後から早速、一部のスポーツ紙やワイドショーによる「謎解き」が始められた。捜査本部へ寄せられた情報提供も、12月23日までの125件中、91件が「ワープロのキーボードで変換するとイニシャルが浮かぶ」といった犯行声明の「解読」であったという。
インターネット上の電子掲示板でも、パソコンで変換方法を変えて入力するとメッセージやホームページのアドレスになる、テレビゲームのパスワードや呪文である、などといった独自の解釈が氾濫した。この中で、テレビで紹介されたホームページにはアクセスが集中するという現象もみられている。
こうした現象については懸念の声もあり、推理作家の有栖川有栖は、「神戸の事件で、犯人に『暗号を送れば注目される』という意識が芽生えたのでは。安易な推測は、犯人を刺激するだけでなく、他の潜在的愉快犯を誘発する」と指摘している。
また、新潟青陵女子短期大学の碓井真史教授（社会心理学）も、開設したホームページで「シャーロック・ホームズになるな」と呼び掛け、「メディアやインターネットでなぞ解きを紹介する際、犯人を刺激したり、模倣犯を生む可能性があることを考慮してほしい」とした。
一方、識者による分析も新聞等に掲載された。京都造形芸術大学の野田正彰教授（比較文化精神医学）は、「犯行文は、幼稚さを意図して書かれている」とし、「急に小さな字が入ったりするのは幼い感じもするが、本当はもう少しきれいな字が書ける人だろう。筆者は十代の可能性が高い。文章に矛盾はなく、普通にまとまっている。思考過程が乱れている人ではない。やり方が神戸の児童殺傷事件とよく似ていて、模倣犯と思える」と分析した上で、「犯人は、学校にうらみをもつから復讐する。そのためには学校という組織の一角を傷つければいいという一つの物語を勝手に作って実行した。日野小に関係している人を殺すことが日野小を攻撃することになると思っているのは、まったくゲーム的思考だ。現実感が希薄で、作った物語を淡々と実行している」とした。
産業能率大学の安本美典教授（心理学）は、「全体が角張った字体で書かれている。これは筆跡を隠すためだと思う。この点は神戸の事件と似ている」とし、「いくつか訂正部分があるなど文章を書き慣れているようではない。全体的に子供っぽく、たどたどしい。小学生の高学年ぐらいの文章ではないか」と分析している。また、「文字を入れ替えた暗号にもみえるが、『る』という文字を二つ含んでおり、意味を成しにくい。犯人が恨んでいる人の名前の頭文字を並べている可能性もある」とした。

### 自転車の購入者
捜査本部は、校庭や公園に残された遺留品の調査を開始した。醍醐辰巳公園に遺留されていた、Aの血痕の付いた自転車について調べたところ、12月3日に、事件現場から約20キロも離れた大阪府枚方市の自転車販売店で、男の客が購入したものであることが判明。しかし、防犯登録用紙に男が書いた京都府宇治市の住所は、宇治市内のレンタルビデオ店のもので、この住所に該当の男はおらず、盗難届も出されていなかった。
男はこの日、店を訪れると自分から「防犯登録をするんですか」と質問。女性店員が「はい、警察からも言われていますので」と答えると、一旦購入を断って店を出た。しかし約30分後に再び来店し、27インチの自転車を購入。防犯登録には偽名を記載した。また、年齢を「21歳」と記入しており、年齢相応の見た目であったとの証言も得られた。
この際に男が防犯登録用紙に書いた名前は「山室学」であり、後にOの家を家宅捜索した際、この偽名を記したメモが発見されたことが、逮捕状の請求に繋がっている。また、Oはこのときに住所を記したレンタルビデオ店の会員であり、ホラー映画のビデオをよく借りていた。

### ビデオ映像の発見
12月24日には捜査本部は、犯人は普段から眼鏡を掛けている可能性が高い、との見方を強めている。これは児童らの証言で「サングラスをつけていた」「黒縁の眼鏡だった」「普通の眼鏡だった」などといった違いはあるものの、いずれにしても眼鏡のようなものを掛けていたとみられること、更にサングラスであったとしても、帽子や衣類を捨てている中でサングラスだけを遺留していないのは却って不自然であるためだった。
また、これらの証言のように、児童らは犯人の顔をはっきりと見ており、顔を隠していなかったことも25日までにはわかった。公園に落ちていた目出し帽は、顔から口にかけて大きな穴が開いている特殊なもので、内側からは数本の毛髪が採取されたため、科学捜査研究所に血液型の鑑定が依頼されている。目出し帽のほか、パーカーやズボンからのものも含め十数本の毛髪が見つかり、のちにOの血液型であるB型と一致した。
更に28日までの調べで、事件の2日前の12月19日、宇治市内のホームセンターで、遺留品と同種の木製の鞘が付いたナイフ、園芸用殺虫剤、缶入り塗料を購入した男がいたことも判明。店内にあった防犯カメラにもこの男は映っていたが、このビデオテープの映像は不鮮明で、当初は「男であることは判断できるが、子供のようにも青年のようにも見える」、29日までには「細身の中学生風」という見解が出された。映像の男はややうつむき加減で、現代風の細面、髪はストレートで、眼鏡はかけていなかった。
12月31日に、捜査員はAの遺族宅を訪ねてこのビデオ映像から作成した写真を見せ、「この男が犯人じゃないかと思います」と説明している。このときにAの父親は、初めて目の当りにした犯人に「言葉では言い表せないような猛烈な憎しみと憤り」が込み上げた一方、「警察の捜査が徐々に犯人に迫り始めた感触」を初めて感じたという。

### 実況見分の実施
12月29日の午前10時49分から、日野小の校庭では実況見分が約2時間20分に渡って行われた。事件当時、北門近くにいた児童数人が保護者の付き添いのもとで立ち合ったが、「改めてショックがよみがえる」として参加を見合わせた児童もいた。保護者からは児童を撮影しないよう強い要望があり、捜査本部も学校のフェンスなどに工事用のシートを張り、周囲に制服警官約60人を配置して目隠しをしていたが、高さ5メートルの脚立を使用していたテレビ局が、PTAに抗議を受ける場面もあった。
この実況見分では、当日の午後1時から2時頃の様子が再現され、児童には当時と同じ場所にいてもらい、捜査員が犯人役を務めた。この実況見分によって前述の通り、犯人が襲撃直前に文化包丁以外の凶器を投げ捨てていたことがわかったほか、当時Aは友人と鬼ごっこをしており、「疲れた」としゃがみこんだところを襲われたこともわかった。
一方で、犯人がどの門から校庭に侵入したかは証言が「校庭南側の正門」「北門」と分かれ、特定することができなかった。

### 年明けの捜査
年が明けた2000年（平成12年）1月6日までには、公園に落ちていた青色Mサイズのパーカーとズボンが、隣の山科区の、事件現場の北約3.5キロに位置するスーパーマーケット内にある衣料品店2店で購入されていたことが判明した。パーカーはMとLサイズ合わせて19万4,000着が製造され京都市内では6店で販売されていたが、その内Mサイズの製造数は全体の10分の1程度、更にズボンは京都市内で400 - 500着しか販売されておらず、市内では4店で販売されていたが、両方を購入できる店は限られていた。
10日までには、公園に遺留されていた血の付いたズボンに、加工が施されていたこともわかった。ズボンは身長150 - 160センチの女性用で、裾が短く締まっているタイプであったが、両足とも裾はくるぶしから太もも辺りにかけてスリットのように切り裂かれた上で、数か所を糸で縫い留められていた。これは犯行後、靴を履いたまま脱げるようにするための加工である可能性が高いと考えられた。
12日には、校庭に残されていた金槌と空色の缶入り塗料が、現場から約10キロ南の城陽市にある量販店で12月17日に購入されていたことが判明。塗料は東京の塗料メーカー、金槌は大阪府東大阪市のメーカーの製造で、塗料は現場附近では城陽市と枚方市にある同じ量販チェーン店2店で販売されていた。この2点の品は事件発生前の週末に一括購入されており、陳列棚やレジ附近に防犯カメラはなく映像は残されていなかったが、販売時期から遺留品の可能性が高いと考えられた。
13日までの捜査本部の調べでは、事件当日の午後1時30分頃、近所に住む学生が醍醐辰巳公園南西のベンチ近くに、犯人のものとよく似た自転車が停められているのを目撃していたことがわかった。一方で午後2時頃に公園へ立ち寄った別の女性は「自転車や服も何もなかった」と証言しており、更にその約5分後には倒れた自転車が放置されているのを近所の男性が目撃していた。また、捨てられていた青色のパーカーや模様入りのズボンはかなり目立つにも拘らず目撃情報が1件しかなく、このことから、犯人が目立たない姿で拠点となる公園へ来て着替え、日野小へ向い、犯行後の午後2時から僅か5分の間に戻って再び着替え、服や自転車を捨てて逃走した可能性が高いと考えられた。

### 映像からOが浮上
捜査本部は、12月19日の宇治市のホームセンターの防犯カメラに映っていた男の映像から数枚の写真を作成。男が10代から20代に見えたことから、年明けから府内の学校を廻って割り出しを進めた。
1月中旬、この写真を見た教諭の一人が、数年前に別の学校にいたときに生徒だったOに、男の顔や姿がそっくりだと証言。Aの遺族によると以前に京都府立洛水高等学校で教頭を務めていた教諭が、「ひょっとしたら、O君かもしれへん。校長に確認してくれ」と言ったのが端緒であったという。そこで該当の男Oを捜査員が見に行ったところ、写真の人物と非常によく似ていた。そこで本人を刺激しないよう、自宅周辺の聞き込みを避けながら、慎重に裏付け捜査を開始した。
1月13日、捜査員は京都府立洛水高等学校を訪れ、男の写真を校長に見せた。だが画像が不鮮明なこともあり、校長の答えは「うーん、O君には見えへんなあ」というもので、校長から写真を見せられた他の教諭らも、「これはOとちゃうねえ」という反応だった。ただ一人、かつてOの担任だった教諭が「ひょっとしたらそうかもしれへんな」と言ったのみであったという。しかし、既にOに目星をつけていた捜査員は、その後も繰り返し確認を求めに来校した。
洛水高校で粘り続けた捜査員は、自転車の防犯登録用紙と照合するため、Oの作文や答案が残っていないかを尋ねてもいる。全て本人に返却していたため高校に残っているものはなかったが、校長が「本人がバイクに乗っているなら、教習所に行けば、申請用紙とかがあるんじゃないですか」と言うと、刑事たちは「アッ」と叫んで顔を見合わせ、そのまま学校を飛び出していったという。
このような経緯を経て、捜査本部はOの通っていた教習所へ問い合わせ、前述のアンケートと入学願書がここで見つかった。これらを防犯登録用紙と照合した結果、互いに筆跡が酷似していることが判明した。
捜査本部はそこから、24時間体制でのOの監視を開始。Oの自宅と向い合せの団地の棟の一室を借り上げ、双眼鏡で監視した。Oは昼夜逆転した生活を送っており、夜中に部屋の中で紙に火を点け、外に放り投げるなどの奇行が見られたほか、夜中にオートバイで外出しては、宇治川沿いをあてもなく徘徊したり、長岡京市まで行き、小学校の校庭で遊んでいる児童らを網越しに眺めたりするなどの行為が確認された。
1月末からOは、最終的に自殺することとなる高層集合住宅（向島ニュータウン）をしばしば訪れている。9階に住む女性が1月31日に、自宅近くで眼鏡を掛け、リュックサックにジャンパー姿のOを目撃しているほか、6階に住む女性も2月1日から3日まで連日、午前6時にOが黒いジャンパーにジーンズで1階のエレベーターホールに立っているOを目撃している。捜査の手が迫った際に自殺することを計画に組み込んでいたのではないかとも考えられ、監視を行っていた捜査本部が任意同行に踏み切ったのは、Oに自殺の虞があるためでもあった。

### Oの逃走と自殺

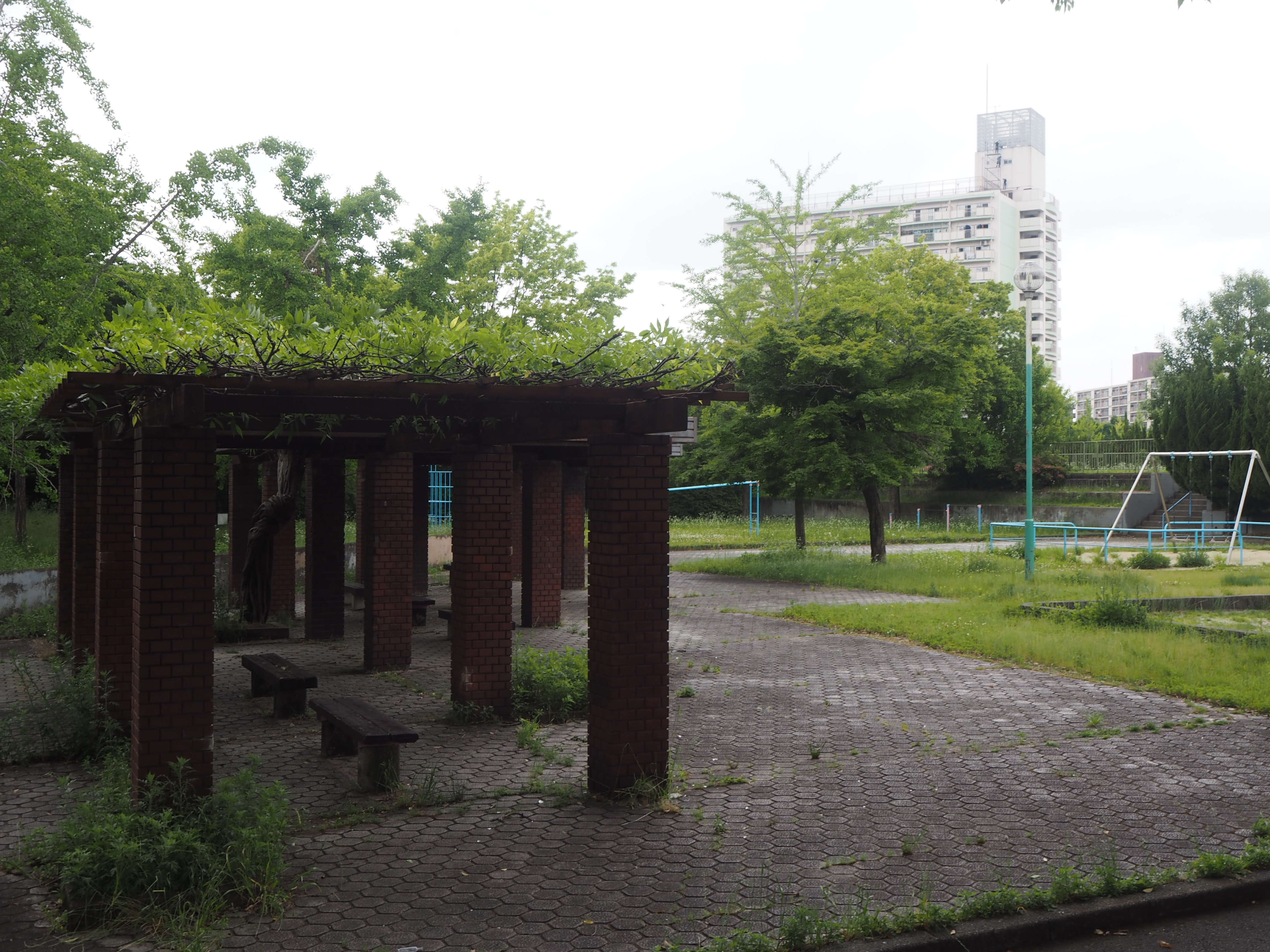
Oが説得を受けていた向島東公園の藤棚下のベンチ。背後に見えるのが自殺現場となった向島ニュータウン6街区2棟（2022年5月）

2000年（平成12年）2月5日、捜査本部は、ビデオ映像の男と酷似していること、入手したメモの字が防犯登録の字と酷似していること、自転車店の店員も「似ている」と証言したことから、殺人と銃刀法違反の疑いで、Oの自宅の家宅捜索の令状を取り、自宅捜索を行うと同時に、O本人の任意同行を求めることとした。
この日、捜査本部の中堅幹部は、これまでの捜査で蓄積した事実から逮捕令状さえ取れると考えており、せめて事前に捜索令状は持っていきたい旨を、上層部へ進言していた。しかし上層部は「令状請求で、裁判所から外部に情報が洩れる恐れがある」と請求を許さなかった。この判断はのちに府警内部からも「通行人にちょっと来て、というようなもの」として、疑問の声が上がった。捜査本部が殺人と銃刀法違反の容疑で、Oの自宅の捜索令状を京都地方検察庁へ請求したのは、当日の午前6時頃のことであった。
午前7時に捜査員19人がOの自宅を訪ね、「日野小学校の事件で聞きたいことがある。署に来てほしい」と呼び掛けた。Oは玄関脇にある台所の小窓から廊下へ顔を出し、「連絡なしでくるのはおかしい」「逮捕状は？　任意同行なら行かない」と答えた。捜査員は「ドアを開けてほしい」「ここで話すと近所迷惑になる」と説得したが、Oは全く任意同行に応じようとせず、「いきなり訪ねてくるのは失礼や」「きょうは友だちに会う約束がある」として拒み続けた。その間に、捜査員の内の13人は家宅捜索の準備を始めている。
捜査員らによる必死の説得は1時間余りに渡って続き、午前8時15分になってようやくOは「近くの公園なら行ってもいい」「手短に」と答えた。そして午前8時20分、黒いリュックサックを背負って玄関から出てきたOは捜査員6人と共に、自宅から北西に約200メートル離れた向島東公園へ向った。捜査員は車に乗るようにと勧めたが、Oは「車には乗らない。公園で話す約束でしょう」と頑なに態度を変えなかった。
Oと同じ団地に住む中学生の証言によると、午前8時15分頃にOは8人の捜査官に囲まれて2階の自宅から階段を下りてきた。両脇を2人に挟まれ、残りの捜査員が前後についていた。建物を出たところでOは捜査員らを振りほどこうとしてもがき、もみ合いになったという。また、『京都新聞』の記者が目撃したところによると、Oは白いジャンパーと綿パンで姿を現し、1階に降りた後、駐車場附近で一度立ち止まり、落ち着かない様子で約10分間辺りを歩いたり立ち止まったりしていたが、午前8時半過ぎになって、ようやく決断した様子で公園へと歩き出している。
午前8時30分、Oは向島東公園の藤棚の下のベンチに腰を下ろし、両側に2人、やや後ろに2人、公園の入口と道路に計6人の捜査員が配置された。
これと同時刻、京都地方検察庁により、Oの自宅の捜索令状が発布された。捜査本部はすぐには自宅捜索に着手せず、まず母親に事情聴取を行っている。自宅から文化包丁が消えたり、Oが自転車を買ったことに気付いていなかったか、という質問に対し、母親は「家から包丁がなくなったことはない。自転車も知らない」と返答。しかし12月19日の防犯カメラに映った男の写真を見せられると、「（息子に）似ている」と答えた。
一方で向島東公園では、捜査員2人がベンチに坐ったOと向い合い、「警察署へ行こう」と説得を続け、残りの4人は周囲で警戒していた。Oは「何でおれが行かないといかんのか」として出頭に応じようとせず、また逃走機会を窺うように、公園内で転々と場所を変えてもいた。当初はベンチに坐っていたものの、午前9時頃には公園南東の隅の出入口へ移動して「いやや」などと押し問答をしている姿が目撃されている。また午前11時から午前11時40分までの間は、ベンチから北側へ十数メートル離れた砂場の中におり、砂場の縁には捜査員2人が腰掛けていた。
午前10時半頃になって、説得を要請された母親が公園へ向い、「警察へ行ってきちんと話しなさい」「信じているから」「写真があなたに似ている」「やったなら話をしなさい」と、約20分間に渡ってOを説得した。するとOは一時「日野小学校の事件に少しはかかわっているかもしれない」と関与を仄めかしたが、すぐに「でもやってはいない」「腹もすいている」として、尚も出頭に応じなかった。結局午前10時50分には、母親は家宅捜索に立ち合うため、再度自宅に戻っている。
午前11時7分、家宅捜索が開始された。ここで捜査員は、自転車の防犯登録の際に使用された偽名（山室学）を記したメモ2枚を発見。殺人と銃刀法違反の疑いで午前11時30分過ぎ、Oの逮捕状を京都地検へ請求した。
午前11時50分、公園への移動から約3時間以上が経過していたこのとき、Oは突然立ち上がり、持っていたリュックサックを地面に投げ付けて逃走した。そして公園の柵を越え、団地やスーパーマーケットへ通じる地下道方面へと走った。更にこのスーパーマーケットの店内に逃げ込み、中を走り廻った。店内の衣料品売り場にいたパート従業員はこのとき、「ものすごい勢い」で上りのエスカレーターを逆走して降りていく細身の男と、その後を追うスーツ姿の男を目撃している。出口にも数人の男性が待ち伏せていたが、結局捕まえることができなかったという。
捜査本部は現場附近に捜査員約50人を投入して追跡したが、公園から100メートルほど離れたガード下出口で振り切られ、Oを見失った。
一方でOは向島東公園から西へ200メートル離れた向島四ツ谷池の、付近では最も高い建物である14階建ての高層団地（向島ニュータウン）の6街区2棟に逃げ込んだ。そして階段を駆け上がりながら次々と衣類を脱ぎ、通路や階段にジャンパーやズボン、靴などを投げ捨てた。
逃走から約40分後、最上階まで追ってきた複数の捜査員が、屋上にいるOを発見。見られないようにしゃがんで通路を廻り込み、屋上への入口を探したが、2か所とも鉄格子に鍵が掛かっており、入ることはできなかった。Oの靴などは13階通路に残されていたが、14階よりも上は通路の手すりに乗り、雨樋を伝って上ったものとみられている。のちに屋上からはOの足跡や、醍醐辰巳公園で発見されたものと同種の工作用ナイフも発見された。
午後0時40分頃、Oは廊下と階段に囲まれた吹き抜けになっている、建物の中庭へ飛び降りて自殺した（21歳没）。捜査員らが屋上への他の入口を探している間の出来事で、捜査員らは「ドン」という音を聞いてはいたが、投身の瞬間を見た者はいなかった。現場には直後から近所の住民が集まり出して人だかりができ、一時大混乱となった。
捜査本部から請求された逮捕状が発付されたのは、Oの自殺から5分後の、午後0時45分のことだった。
| 向島ニュータウン6街区2棟 |  | 最上階から見下ろした同棟の中庭 |
| 向島ニュータウン6街区2棟 |  | 最上階から見下ろした同棟の中庭 |

## Oの自殺後

### 直後の動き
家宅捜索はOの自殺後も続けられ、犯行や自殺を仄めかすメモが次々と発見された。母親は「被害者の遺族に謝罪したい」と話していたが、自殺から3時間以上経った午後4時半近くになって捜査員からOの自殺を伝えられ、「警察が殺したんや」と泣き出した。母親に息子の死を伏せて家宅捜索を続行したことに対しては、のちに強い批判が起り、後述の三枝刑事部長は「速やかに伝えるべきだった。遺族には本当に申し訳ないことをした」として、11日に母親へ「報告が遅れて申し訳なかった」と謝罪した。
また捜査本部はこの際、住民からの通報で駆け付けた、現場の管轄である伏見署員に、Oの身元を教えずに立ち去っている。伏見署員は既に現場にいた捜査本部員に「この男は事件に関係があるのか。変死事案として伏見署が検視するので、身元を教えてほしい」と尋ねたが、「身元は言えない」と回答された。そのため伏見署は「氏名不詳」として裁判所に司法解剖の許可を求めたが、Oの逮捕状を発付した裁判官から「氏名不詳はおかしい」との指摘を受け、伏見署幹部が捜査本部へ電話で問いただしたことで、初めてOであると判明。結局、6日未明までかけて手続きをやり直すこととなり、府警の連携の悪さについて批判の声が上がった。
午後4時頃、捜査員はAの遺族宅を訪れ、Oの自殺について報告、謝罪した。犯人の死を知ったAの両親は、当初愕然としたものの、犯人が死刑になる可能性の殆どない、長い裁判を苦しむことがなくなったという事実に、「Aが向こうの世界から、私たちを苦しまんようにしてくれたんやろか」という感を抱いた旨を記している。
午後7時から、京都府警の三枝守刑事部長は記者会見を開き、「最善を尽くしたと思う。問題はなかった」「男が逃走する恐れは認識していたが、あまりに突然でやむを得なかった」と述べた。だが22日に行われた記者会見では捜査ミスを認め、自宅の捜索をより早く実施すべきことを検討すべきだった、説得が5時間にも及び緊張感が続かなかった、という点を挙げ、「今後の捜査の教訓にしたい」とした。
8日の午後7時半から、捜査本部は日野小の体育館でも保護者を対象に経過説明会を開き、約300人が参加している。ここで捜査本部は「二月五日に犯人と見られる男が自殺した。残念な結果について改めておわびする」と経緯を説明し謝罪すると同時に、「二次犯罪の可能性はない」として、事実上の安全宣言を行った。これにより事件以来の厳戒態勢は、ようやく解かれることとなった。

### 残されたメモ
捜査本部はその後、Oが残した多くのメモや文書を調べ始めている。公園で逃走時にOが投げ捨てたリュックサックには13枚のメモが入っており、学校教育全体への不満、人生への不安、自殺をほのめかす記述、更に「自分が日野小の事件をやった」との趣旨の文言も記されていた。
メモは日記風に心情を吐露したものとみられ、横書きの手書きで、犯行声明文と同様、書き損じを塗り潰した箇所が複数あり、平仮名書きが目立った。学校教育への不満が記された箇所では、「僕が高卒がいらないと強く言えば、学校はごまかした教育をへらす方向にかなりけっこう進むと思う」「少し判断ミスっただけで卒業のままだと大きく人生がかわりそうだ。少しのミスくらいで人生が変わるとは思えない」、「教育がこうしたんだという恨みがある。唯一の恨みかな」「ちゃんと単位を取って卒業したかったのに、単位が十分でないにもかかわらず無理に卒業させられた」「まちがいと学校に思わせることで、もっとていねいに教えようとすると思う」などといった記述があった。また、「社会のひずみが高校に現れて、それが僕に来て、それが日野小の児童にいった」「中学や小学校も高校に加担している」という文言もあった。
中には「日野小事件の犯人は私です」「この髪の毛を調べてもらえればわかります」とのメモもあった。文言に対応する毛髪はリュック内に入っていなかったが、捜査本部は「あとで手紙を書きます」などとした犯行声明に対応する告白ではないかと考えている。
一方、「神が速度を急がした」「他人にどんどん影響をおよぼすことが大事」など、意味のわかりにくい記述もあった。そして、何故日野小を選んで児童を殺害したのかに関する説明も、日野小との関連を示す記述もなかった。
そのほか、リュックサックからは宛名の記された20通以上の封書も見つかっており、日野小宛のものや、伏見区内の小・中・高校宛のものがあった。切手が貼付されて封もされ、投函するだけの状態となっていたため信書扱いとなり、捜査本部は検証令状を取るなどの手続きを経て開封している。その結果、封書の大半はOが通った伏見区内の小・中・高校の全ての担任と、関わりのある教師に宛てたものであることが判明。Oの小学校時代の教師で、日野小に当時勤務していた教師宛てのものも含まれていた。
「動機について述べさせていただきたい。僕が考える重大な結論にもなります。以前、京都府立の高校に通っていました。中退したいと考えていました。卒業後、高卒を取り消してもらうように頼んだ。話し合った。でも、納得できる妥協案が出なかった。卒業のままでいると、今回のような虚しい結果になります」というものや、「暴力と自殺を計画して暴力を決行しました。私はこの手紙を出して自殺を決行しようと考えています」「ごく普通の子を狙っていた。女の子はできるだけ避けようと思っていた」というものもあったほか、犯行後に記された「被害に遭った子のご家族には本当に申し訳ないことをしてしまいました。ご家族が愛情を込めて育てた子供と考えています。命の大切さは計り知れない。僕はどこまで許してもらえるか」というものもあった。
また、手書きのメモを自室のワープロに打ち込んで整理していた形跡や、事件後の新聞記事を集めていた形跡もあった。ホームセンターを訪れた際の、防犯カメラに映った自分の姿が新聞などに出たことには驚いたようで、「さすがにあの写真にはびびった」などと感想を記している。また、被害者男児Aの姉が現場に居合わせていたことを知って、悔いていると受け取れる記述もあり、「あとの報道で姉が一緒にグラウンドにいたみたいで、それを知っていたら、ためらっていたかもしれません」「姉に現実の悪い（きたない）部分を見せてしまいました。ご両親や姉が辛い思いをしているならと重大に受けとめています」などと記していた。
3月11日までに、犯行声明にあった「てるくはのる」は、Oの自宅にあった名言集『すぐに役立つ名言名句活用新辞典』（あすとろ出版）の索引にある格言の末尾の文字を、左から並べて繋ぎ合わせただけのものであることがわかった。自殺当日に家宅捜索した捜査本部が押収したメモに、殴り書きのような字で「名言名句416ページ」とあり、2月17日に行われた2回目の捜索で名言集も押収した。
出典が判明すると野田正彰教授は、「自分の名前のコード名に意味を持たせないことは、〈若者文化圏〉の世界では違和感がなく、一般が知っているイメージを利用したグリコ・森永事件の『怪人21面相』のコード名とは、明らかに世代文化の違いがある」と述べたほか、上智大学の福島章教授（犯罪心理学）は「一番大事なメッセージなのに、自分で考えずに人の本からの引用しかできず、独創性が欠如しているように思える。長いこと引きこもりをしていて、独創的な発想やみずみずしい豊かな考え方ができなくなっていたのではないか」とした。
また、防犯登録の際に使用した偽名「山室学」も、別々の知人の姓と名を組み合わせたものであったことが判明している。

### 書類送検
4月22日、捜査本部は被疑者死亡のまま、Oを殺人罪、銃刀法違反など四つの容疑で、京都地検へ書類送検した。4月28日、京都地検はOの犯行を認定した上で不起訴とし、これで捜査は全て終結した。
容疑は、Oによる「日野小で一九九九年十二月二十一日にあった大きな事件は僕がやりました」との文言や、遺留品の皮手袋を1999年（平成11年）8月に南区のオートバイ店で購入した、との記述があったメモ類から立証されたが、動機については供述が得られないことから結論付けはせず、高校卒業に関する不満を記したメモを添付するに留めている。また、Oについて「同小やA君と具体的なかかわりは認められない」とした。

## 被害者Aの遺族
2000年（平成12年）1月28日までに、文部省所管の特殊法人日本体育・学校健康センターは、災害の共済給付制度に基づき、2,500万円の見舞金を被害者児童Aの遺族に支給している。死亡見舞金としては最高額であり、申請の受理から支給通知まで4日間のスピード決定だった。
見舞金の給付は事件から約1週間後の12月下旬に京都市の教育長名でセンターへ申請され、「犯人がまだ捕まっていない」「逮捕されても裁判が長期化するおそれがある」「未成年の犯行の可能性もある」といった点が考慮された結果、異例の早さの給付決定に繋がった。

### O家からの謝罪
2月15日には、Oの母親と兄が、被害者Aの自宅へ謝罪に訪れている。Aの父親によると2人は玄関に土下座し、兄が「申し訳ございません！」と謝罪、父親がAの遺骨のある仏壇の前へ導くと2人で再び土下座し、「A君、申し訳ない！」「申し訳ない！　申し訳ない！」と兄が大声で繰り返した。母親のほうはすすり泣き続け、ようやく最後の頃に「申し訳ございませんでした」と消え入るような声で言ったという。
こうした謝罪の姿勢が見られた一方で、その後Oの兄は母親が病気で伏せているため会えないこと、今後は代理人として弁護士を立てる旨をA家に通告。2度目に会った際には、周りの人物が全員スーツ姿の中、グレーのフリースにジーパンで現れ、Aの父親が『週刊新潮』に発表した手記を「興味本位だ」と批判、マスコミが嘘ばかり書くため母親はショックで寝込んでいる、と主張した。Aの父親は「ショックでした。これから交渉する相手の人格を私は最初から疑わざるを得ませんでした」と記している。

### その後の活動
2000年（平成12年）7月、被害者児童Aの両親は連名で手記『聞け、"てるくはのる"よ』を新潮社より出版した。新潮社はAの父親によれば「事件当初から真剣にこの事件の重大性を感じ、積極的に私たちに接してくださった」といい、洛水高校関係者、O家周辺の人々への取材を行っていた。手記には事件後、揺れ続けた遺族の心情のほか、独自に入手した「犯行告白文」、Oの家族に面会した際の様子なども記されている。「犯罪防止に役立てば、との一心でペンをとった」といい、父親はあとがきに、「いつの日か、この世の務めを終え、Aに再会できる日が来た時、胸を張ってAに「お父さんはこれだけのことをしてきたよ。Aの死は無駄にならなかったよ」と言えるように」と記している。
また父親は「社会活動に身を投じて、これからの良き社会作りのために少しでも役に立てるように」として、全国犯罪被害者の会に入会している。
2001年（平成13年）6月8日に、大阪府池田市で附属池田小事件が発生した際には、同月17日にAの父親は、同じ会員である神戸連続児童殺傷事件の被害児童の父親、岡村勲弁護士夫人殺害事件の被害遺族であり弁護士の岡村勲らと共に、3人の児童の遺族宅を回っている。その際にAの父親は「今は子供さんと離れ離れになったとしても親子のきずなは固く永遠。いつの日か天国でめぐり会える日がきっと来ます」と語り掛け、どの遺族も肩を震わせて頷いたという。

### 資料の開示請求
2000年（平成12年）7月31日に、Aの両親は事件に関する捜査記録の全面開示を求め、京都地方検察庁に閲覧・謄写請求書を提出した。折しも、2月に法務省は、不起訴事件の捜査記録の内、「損害賠償請求権などの権利行使に必要と認められる場合」に限定して閲覧を求める新方針を打ち出しており、全国の検察庁へ通知していた。
12月8日に京都地検はこの新方針に沿って、実況見分調書、写真撮影報告書、捜査報告書などの計39点・約300枚の記録をAの両親へ開示した。交通事故などを除き、こうした開示は全国初の事例であるとされた。閲覧は、両親と代理人の弁護士2人が京都地検へ出向き、「開示により知った内容を第三者に出さないこと」との注意事項が記された紙を受け取った上で行われた。必要な分はコピーを請求したという。
2001年（平成13年）3月16日に、両親は「犯行の動機を知るためには不十分だ」として再請求を行い、Oの日記やメモ類、任意同行から自殺までの捜査記録、Oの母親や学校関係者の供述調書などの開示を求めた。前回、この中で最も開示を望んでいた母親の供述調書が開示されなかったためでもあったが、6月5日に追加で開示された記録からも、供述調書は「民事訴訟の法廷証言で代替できる」として対象から除外された。このとき開示されたのは、Oが事件後に手書きやワープロで記したメモ類14点だった。

## 警察への批判
Oに逃走され自殺を許した警察の失敗は、社会の批判を浴びた。当時は同時期に発覚した新潟少女監禁事件への対応など、相次ぐ不祥事により警察への社会的不信感が募っていた時期でもあり、京都府警でも1998年（平成10年）7月に銃器対策課次席の現職警部が、銃身や弾倉などの短銃部品を国内へ密輸して逮捕、懲戒処分を受ける不祥事が起ったほか、1999年（平成11年）1月20日には五条警察署警部課警部補が貴金属販売業者から現金や商品券を受け取っていた収賄容疑で逮捕され、懲戒免職となる不祥事も発生。同年夏には巡査部長など2人の覚醒剤所持が発覚し、監督責任を問われるなどして当時の府警史上最大の23人が処分される事態ともなった。また、本児童殺害事件の捜査終結前の、2000年（平成12年）3月15日にも、同月10日に知り合いの女性に乱暴したとして、府警暴力団対策第一課巡査部長が婦女暴行致傷により逮捕され、懲戒免職処分を受けている。
こうした中で起った犯人の取り逃がしに、『読売新聞』は社説で任意での取り調べに限界があることに理解を示しつつも、「警察の努力も最後の詰めを欠いたと言わざるを得ない」「数時間も一緒にいながら他に適切な手立てが取れなかったか」「もっと早く自宅の捜索を行っていれば新たな展開が望めたかもしれない」と述べている。また、元最高検検事である帝京大学の土本武司教授（刑事訴訟法）は、自宅で1時間以上説得した時点で、任意捜査は限界に達していたとし、速やかに強制捜査に切り替えることや、現場の判断で緊急逮捕する判断が必要だったと批判し、「日本の警察には、組織の指示系統を重視し、現場に判断をさせないきらいがある」と指摘した。元東京地検特捜部長である弁護士の河上和雄は、捜索令状と逮捕令状の両方を取り、相手が任意同行に応じない場合は逮捕状を執行するという手順を踏むべきであったとし、「6人も捜査員を配置して逃げられたというのは、捜査のプロとしては抜けていると言わざるを得ない」と批判した。
一方で警察庁刑事企画課は『朝日新聞』の取材に対し、逮捕令状なしで強制的に身柄を拘束することは違法逮捕であり、緊急逮捕の要件を満たすと認めることも困難であったと聞いているため、府警はできる限りのことはしたと認識しているという旨を回答した上で、十分に検証し今後の捜査に活かしていく必要性について述べてもいる。

## 影響

### 模倣犯罪の発生
2000年（平成12年）3月14日夜、大阪府守口市八雲西町1の市道で、当時58歳の男性が当時23歳の男T・Sに包丁で切り付けられ死亡した。現場にはA4判の紙計8枚が落ちており、「私の名前は門命半諮堂（かちなかた）。私は神です。天帝を支配し神の頂点に立つ。さあ大いなる正義のはじまりです」と記されていた。逮捕されたTは警察の調べに対し「京都の小学生殺害事件のように、人を殺せば自分の話を（世間に）聞いてもらえると思った。存在を認めてもらえると思った」などと供述した。犯行前日には、Tは児童を殺傷しようと大阪市都島区の小学校へ行ったが、ためらいが出て断念している。その後、Tは一審（大阪地方裁判所）で懲役15年の判決を言い渡され、控訴するも2002年（平成14年）11月12日、大阪高等裁判所で棄却されている。
また、同年の5月3日に西鉄バスジャック事件を起こした佐賀県の少年（当時17歳）も、逮捕後に「京都の事件があったから小学校への立てこもりも考えた」と供述している。少年はそれまでの取り調べで、「派手なことをして、社会にアピールしたかった」などとも述べていた。

### 校内の不審者対策
校庭に侵入した不審者による本事件は、翌2000年（平成12年）1月に和歌山県の中学校でも不審者による傷害事件が起きたこともあり、校内の安全管理の議論にも影響を与えた。
本事件を受けて文部省は2000年（平成12年）1月、各都道府県教委及び附属学校を置く国立大学に、学校の安全管理及び児童・生徒の安全確保について通知し、点検項目を示して実施の徹底を呼び掛けた。この通知では、日常的に出入口などの施錠や来訪者用受付を設け外部からの出入りを確認すること、警察や近隣の学校と不審者に関する情報交換を行うこと、不審者情報があった際には警察や保護者、地域などにパトロールを要請、不審者が侵入した場合には注意喚起と避難誘導、通報などを迅速に行うことを求めていた。しかし前述の通り、2001年（平成13年）6月8日には大阪府池田市で附属池田小事件が発生。通知を出した直後に、前述の和歌山での傷害事件が発生したにも拘らず、通知の見直しや各校の安全状況の把握を行わなかった点で文部科学省の責任が問われ、総額4億円の遺族への損害賠償に応じることとなった。
また、「開かれた学校」づくりは1987年（昭和62年）の臨時教育審議会の答申以来、全国的な教育改革の柱の一つであり、京都市教育委員会でも、小中学校の塀を生け垣や樹木に変える、空き教室を地域の生涯学習の場として活用するといった取り組みを行っていたが、対応への再検討を迫られることとなった。事件直後の厳戒態勢の中では日野小は校門を閉鎖し、隣の宇治市でも御蔵山小や木幡小が全ての校門を閉鎖して警戒を強めていた。一方、日野小の隣の春日野小では検討の末、「余りにもふだんと違う雰囲気では逆に子供に動揺を与える」として、従来通り正門を開放するなど、それぞれで対応が分れた。
筑波大学の山口満教授（教育学）は、確かに学校は性善説に基づき深い配慮を欠いていたとしながらも、「学校開放には、地域と連携して子どもを育てる意味もある」とし、「学校評議員制度などは安全に役立つ要素もあり、導入を一層進めるべきだ」と述べた。一方で早稲田大学の下村哲夫教授（教育学）は、教育改革のキーワード「開く」により学校は門を開かねばという心理的圧迫を受けているとし、「安全確保をなおざりにした物理的な開放は危険だ」と述べている。
事件から5年目となる2005年（平成17年）6月21日には、日野小では地域の有志約90人による「子ども見守り隊」が発足。発足式には自治連合会、婦人会会員、PTAのOBらが集まり、自分の都合のよいときに通学路や校内で児童の安全を見守る活動を行っていくとされた。
2006年（平成18年）2月の時点では、日野小は正門を開放している。校長（事件当時とは別人物）は「門を閉ざしても不審者の侵入を100%防ぐことはできない。1人でも多くの人間で見守る発想が重要。（正門開放は）『保護者や地域も意識的に目を配って』というアピールでもある」と述べている。

### 学校教育の問題
事件の動機は結局不明のままに終ったが、Oが「学校への恨み」と犯行声明に書き残したことや、卒業後に高校を再三に渡って訪れ、卒業の取り消しを求めていたことから、学校教育の問題について検証すべきなのではないかとの意見も起った。『サンデー毎日』記者の大治朋子は、Oが自身の心の葛藤を学校教育に転嫁していたのではないかとの意見を引いた上で、「であったとしてももちろん、学校に反省すべき点がなかったと断じることはできない。O容疑者の進学、卒業について、どのような話し合いが教諭との間でなされたのか。O容疑者の意思はどれほど反映されたのか。O容疑者の「退学する権利」を一元的な価値観で奪った可能性はないか」と疑問を投げ掛けている。
Oの訪問を受けていた高校の教科担任も、「彼の心の闇をぬぐってやれず、結果として二人の命が失われたことへの〈償い〉、重い責務は、教職にある限り背負い続けることになるでしょう」と述べているほか、京都府教委高校教育課長も「高校卒業を望まないという、これまでとはまったく違った価値観で入学してくる生徒もいることを痛感した。今後は、こういった多様性の流れを踏まえて、心の教育を進め、一人ひとりに合ったかたちでサポートして行きたい」と述べている。

## その他

### モニュメントの建立

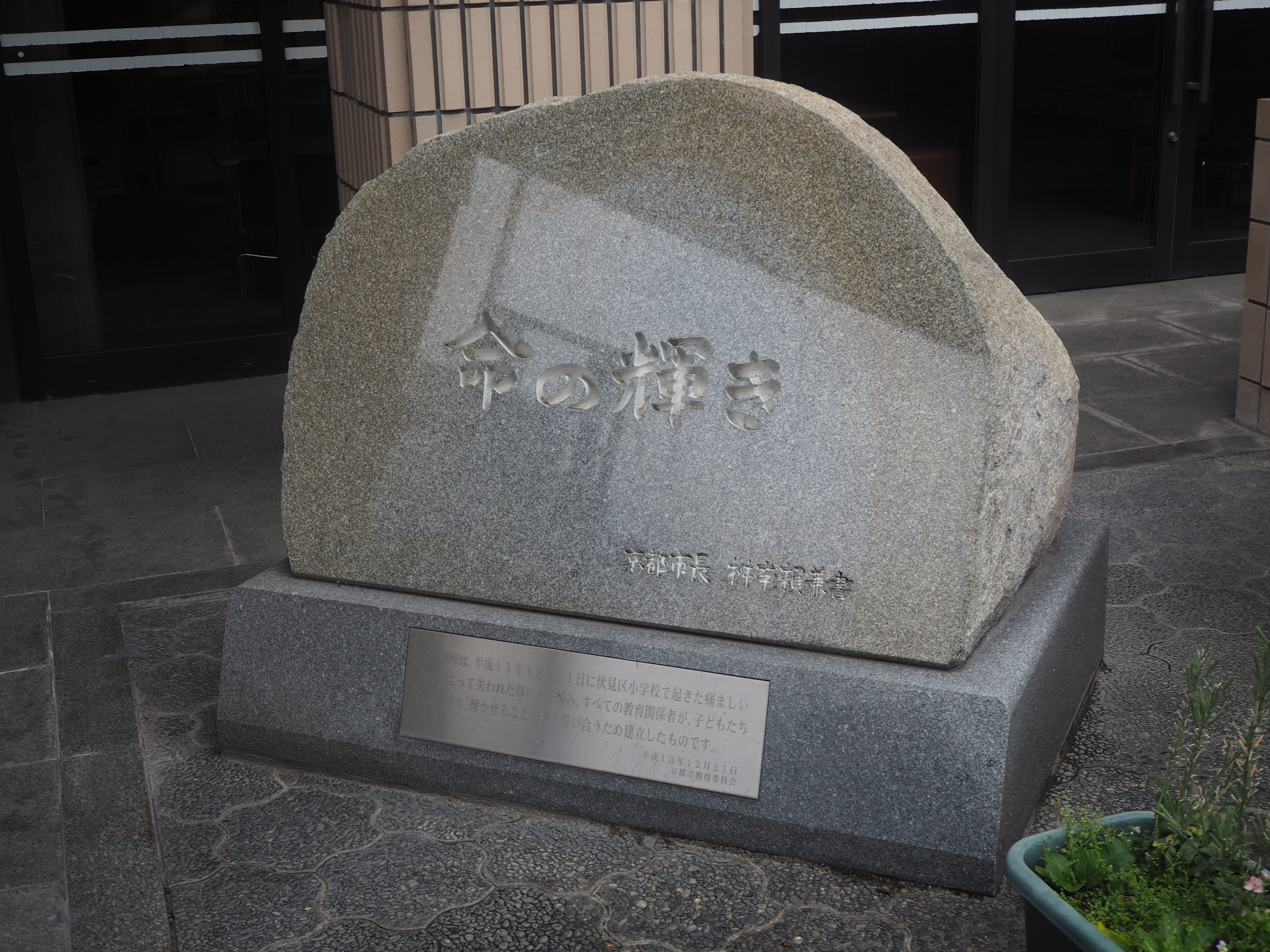
追悼碑「命の輝き」（2022年5月）

事件から2年目を迎えた2001年（平成13年）12月21日、京都市教育委員会は下京区にある永松記念教育センター（現：京都市総合教育センター）の玄関脇に、高さ約90センチ、幅1.3メートルの追悼碑を建立。除幕式には同級生の父母ら約200人が出席した。追悼碑は表に「命の輝き」、裏に「星になり 輝き続ける Aくんを 偲んで」と刻まれた。
2004年（平成16年）3月15日には、卒業を迎えるAの同級生ら74人によって前年夏から制作されていたコンクリート製のモニュメント「友情の像」の落成式が日野小で執り行われた。像は高さ約1.4メートルで、3人の子供が手を取り合い、肩を組んでいる姿で、職員室脇の植え込みに設置された。また、3月23日の卒業式では、Aの卒業証書も授与されることとなり、当時の担任教諭が代理で受け取る形となっている。

### 事件を題材とした作品
2011年（平成23年）に小説家の折原一が発表した書き下ろしの推理小説『帝王、死すべし』は、本事件を絡めた内容となっている。本事件から10年を経た時期を舞台とし、中学生の野原輝久（のはらてるひさ）が「てるくはのる」という仇名を付けられいじめに遭っている、との内容の日記を父親が見つけた直後から、輝久の同級生が次々と襲撃される事件が起る、というあらすじである。引用された犯行声明文でも日野小の校名は伏せられているが、犯人のOは実名で記されている。
作家の重松清は、『現代』での2000年（平成12年）1月 - 12月号に掛けての連載ルポルタージュ「世紀末の十二人の隣人」で本事件を取り上げている。現地を訪れた重松は、高いコンクリート塀の巡らされた日野小やフェンスに囲まれた醍醐辰巳公園に「刑務所」や「檻」のようという感想を抱いた旨を記し、Oが卒業取り消しを求め続けた理由を「Oは洛水高校で過ごした日々を全否定してしまいたかった。高校に〈支配〉されている部分をほんの少しでも持っていたくなかった」からではないか、と推測している。また飛び降り自殺について、「彼はその瞬間、望みをかなえたのかもしれない。誰からも〈支配〉されることなく、人生そのものから中退した。罪を贖うべき自らの起こした殺人事件からも、中退した。」と記している。